# Dour
Dour ist eine belgische Gemeinde im Bezirk Mons der Provinz Hennegau.
Die Gemeinde besteht aus den Ortsteilen Dour, Blaugies, Elouges und Wihéries.

## Kultur
Seit 1989 findet in Dour jährlich das Dour Festival, ein Festival für Alternative Musik statt.

## Söhne und Töchter der Gemeinde
- Émile Cornez (1900–1967), Politiker

## Weblinks

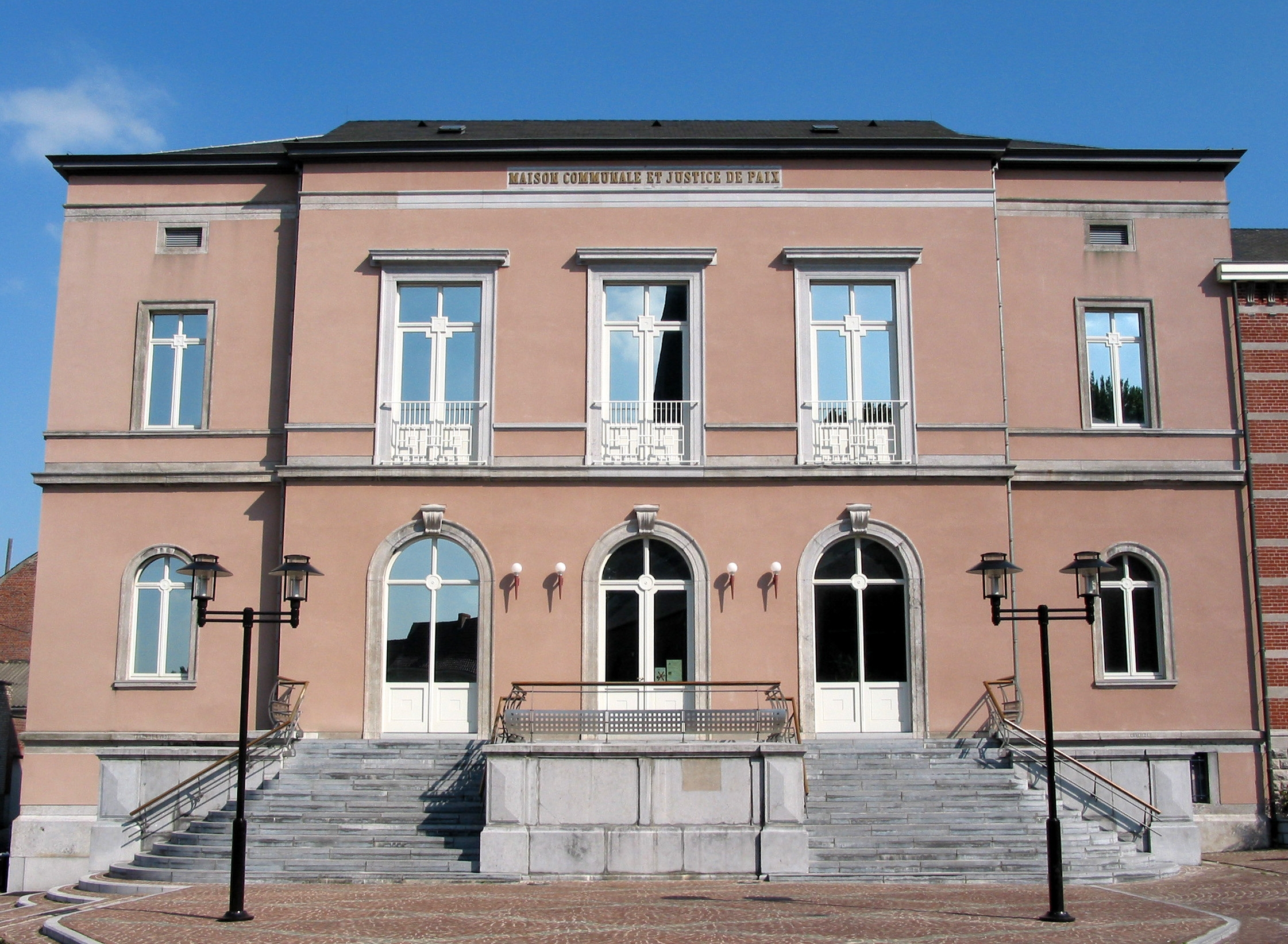
Rathaus von Dour